# Barbablù, Barbablù
 Barbablù, Barbablù és una pel·lícula italiana del 1987, dirigida per Fabio Carpi.

## Argument
Un famós psicoanalista, també conegut com Barbablava (Barbablù) pels seus cinc matrimonis, concedirà una entrevista a una televisió local amb motiu del seu 83è aniversari, que es gravarà a la seva luxosa vil·la al llac de Como. El patriarca, autoritari i malhumorat com és, que de tant en tant assetja els seus familiars amb l'anunci de la seva imminent mort, ha reunit al seu voltant els seus fills, nora i néts. Però com és habitual, està més interessat en ell mateix i en l'entrevista que no pas en la seva família. El fill Federico és un home dèbil, la filla Bella és una actriu sense talent, Gastone és un egoista els pensaments del qual giren exclusivament al voltant del sexe. Després hi ha els néts Eva i Rinaldo, que estan embolicats en una relació d'incest. Els seus comentaris cínics treuen a la llum les tensions latents a la família, les seves relacions pertorbades entre ells i les seves obsessions sexuals.
Ara té un altre atac de cor, però el sobreviu amb seguretat gràcies a l'atenció dedicada de l'Adele. Adele era infermera, probablement és la seva parella actual i és menyspreada per tota la família. La frustració general, el ressentiment i la molèstia augmenten fins que un rere l'altre surt de casa. Rinaldo corre cap a la seva mort amb la seva motocicleta. Es queda amb la seva néta, que és l'única que sent simpatia pel seu avi, l'egomaníac envellit.

## Repartiment
- John Gielgud: Barbablù
- Héctor Alterio: Federico
- Maria Laborit: Bella
- Susannah York: Teresa
- Niels Arestrup: Gastone
- Angelika Maria Boeck: Angelika
- Silvia Mocci: Eva
- Enzo Cosimi: Rinaldo
- Leopoldo Mastelloni: Beniamino
- Margarita Lozano: Adele

## Producció
El títol Barbablù fa referència a una història de Charles Perrault inclosa als Contes de la mare Oca. La història de Barbablava s'ha representat en innombrables variacions en literatura, òpera, teatre i ballet des de finals del segle XVIII, i en cinema 19 vegades només des de 1901. El material va ser objecte d'estudis literaris i psicoanalítics.
El model a seguir per al psicoanalista encarnat per John Gielgud és Cesare Musatti sobre el seu antic professor. En una llarga entrevista, Carpi va fer 20 preguntes que abans havia presentat a Musatti. La pel·lícula es va rodar en 5 dies amb un petit equip a la vila de Musatti. El mateix Musatti es va casar quatre vegades; les seves dues primeres dones van morir després d'uns quants anys de matrimoni.

## Llançament
La pel·lícula va ser produïda en cooperació amb RAIDue, Beta Film GmbH i Pont-Royal-Film-TV. Barbablù, Barbablù és la vuitena pel·lícula que ha realitzat Carpi en un període de 20 anys. El dissenyador italià Alberto Verso va dissenyar el vestuari i Amedeo Fage va dissenyar el conjunt. John Gielgud, Niels Arestrup i Susannah York van ser doblats a la versió original italiana.
La pel·lícula es va estrenar el 24 de setembre de 1987 a la secció oficial del Festival Internacional de Cinema de Sant Sebastià 1987, però no va rebre cap premi. L'estrena a les sales a Itàlia va ser el 17 de novembre de 1989 a Milà. El 17 de desembre de 1990 la pel·lícula es va projectar a ZDF.